# Parc Nacional de les Muntanyes Blanques
El Parc Nacional de les Muntanyes Blanques (en anglès i oficialment, White Mountains National Park) és un parc nacional situat a Queensland (Austràlia), a 1156 km al nord-oest de Brisbane.
El Parc Nacional de les Muntanyes Blanques es caracteritza per les seves formacions de pedra sedimentària blanca i el seu complex de goles. La puresa del color blanc de la pedra li dona el nom a la regió. És un dels parcs amb paisatges de major bellesa de tot Queensland. El passeig es gaudeix en absoluta calma.
Els seus 1080 km², són formats gairebé completament de paisatges àrids, excepte en època d'inundacions, quan la regió recol·lecta aigües que es dirigeixen cap al golf de Carpentària, en la costa est de Queensland, aconseguint eventualment el llac Eyre a Austràlia del Sud.